# فرودگاه بین‌المللی خوزه تادئو مناگاس
فرودگاه بین‌المللی خوزه تادئو مناگاس (به انگلیسی: José Tadeo Monagas International Airport) یک فرودگاه غیرنظامی با کد یاتا MUN است که یک باند فرود آسفالت دارد و طول باند آن ۲۱۰۰ متر است. این فرودگاه در کشور ونزوئلا قرار دارد و در ارتفاع ۶۸ متری از سطح دریا واقع شده‌است.

## شرکت‌های هواپیمایی و مقصدهای پروازی
| شرکت‌های هواپیمایی        | مقصدهای پروازی                                        | Terminal |
| ------------------------ | ----------------------------------------------------- | -------- |
| Aeropostal               | سیمون بولیوار، منیول کارلووس پیار گوایانا             | Domestic |
| Aserca Airlines          | سیمون بولیوار                                         | Domestic |
| کونویاسا                 | سیمون بولیوار، دل کریبی سانتیاگو «مارینو»، لا چینیتا، | Domestic |
| LASER Airlines           | فصلی: سیمون بولیوار، دل کریبی سانتیاگو «مارینو»       | Domestic |
| Línea Turística Aereotuy | Campo Boral, لوس روکوئس، دل کریبی سانتیاگو «مارینو»   | Domestic |
| Rainbow Air              | دل کریبی سانتیاگو «مارینو»                            | Domestic |
| روتاکا ایرلاینز          | سیمون بولیوار، توماز جی اریس، Charters: پیارکو        | Domestic |
| Serami                   | دل کریبی سانتیاگو «مارینو»                            | Domestic |
| Venezolana               | سیمون بولیوار، لا چینیتا، دل کریبی سانتیاگو «مارینو»  | Domestic |